# Vicente João Schneider
Vicente João Schneider (São Sebastião do Caí, 5 de março de 1906 — 1993) foi um político brasileiro.
Filho de Jorge Schneider e de Elizabeth Caspari Schneider. Casou com Carmen de Melo Schneider, com quem teve filhos.
Foi deputado à Assembleia Legislativa de Santa Catarina na 2ª legislatura (1951 — 1955) e na 3ª legislatura (1955 — 1959).